# Колфилд, Джеймс, 8-й виконт Чарлмонт
Джеймс Эдвард Колфилд, 8-й виконт Чарлмонт (англ. James Caulfeild, 8rd Viscount Charlemont; 12 мая 1880 — 20 августа 1949) — ирландский пэр и политик.

## Ранний период жизни
Родился 12 мая 1880 года в Лондоне. Единственный сын майора достопочтенного Маркуса Колфилда (1840—1895), и Луизы Гвин Уильямс (? — 1916), внучки сэра Роберта Уильямса, 9-го баронета. Он получил образование в Винчестерском колледже.

## Карьера
4 июля 1913 года после смерти своего дяди, Джеймса Колфилда, 7-го виконта Чарлмонта (1830—1913), не оставившего после себя наследников мужского пола, Джеймс Колфилд унаследовал титулы 8-го виконта Чарлмонта в графстве Арма (Пэрство Ирландии) и 12-го лорда Колфилда из Чарлмонта в графстве Арма (Пэрство Ирландии).
В 1918 году лорд Чарлмонт был избран в Палату лордов Великобритании в качестве пэра-представителя и в Парламент Северной Ирландии в качестве сенатора. Он заседал в верхней палате Стормонта с 1925 по 1937 год и был министром образования Северной Ирландии (1926—1937).
Первый президент и соучредитель Ирландской ассоциации культурных, экономических и социальных отношений.

## Личная жизнь
Лорд Чарлмонт был дважды женат. 26 ноября 1914 года он женился первым браком на Эвелин Фанни Шарлотте Халл (? — 14 октября 1940), дочери Эдмунда Чарльза Пендлтона Халла. В апреле 1940 года супруги развелись, незадолго до того, как она была убита в октябре 1940 года в Лондоне во время авианалета во время Второй мировой войны.
25 июля 1940 года он женился вторым браком на Хильдегарде Слок-Коттелл (? — 22 января 1969), дочери Рудольфа Слок-Коттелла из Бельгии. Оба брака были бездетными.
Лорд Чарлмонт скончался 30 августа 1949 года в возрасте 69 лет, не оставив потомства. Ему наследовал его двоюродный брат Чарльз Колфилд, 9-й виконт Чарлмонт (1887—1962).